# 漢訳
漢訳（かんやく）は、漢字文化圏に外側から入ってきた文章や、概念などを漢文・漢語へと翻訳を行なうことである。

## 仏典の漢訳
古代より独自の文明を発展させてきた中国が、前近代において大々的に外来の思想を受け入れた例は漢代から唐代まで盛んに続いた仏教の受容においてあった。しかし、仏教の教えを理解するために必要な仏典はほとんどの漢文読者には理解することができない外国語で記述されていたから、漢文に翻訳する必要があった。
このような訳業は、大部分が鳩摩羅什のような西域出身の僧によって行なわれ、まれに漢字文化圏からも梵語などを学んで漢訳に携わる訳経僧が出た。とくに玄奘は自らインドから持ち帰った膨大な経典を翻訳したことで名を残し、偉大な漢訳僧は三蔵法師と尊称されるが、この称号は玄奘の別名として認識されることが多い。

### 音写と五種不翻
なお、仏典を翻訳する際にいくつかの理由から漢文に訳さず、梵語の音をそのまま漢字に写した、音写（おんしゃ）という技法が用いられた。音写は今日において外来語をカタカナ表記にするのと似たような技法である。しかし、玄奘は一部の梵語を漢訳せず音写したことについて、五種不翻（ごしゅふほん）という5つの理由を挙げている。また玄奘以降の訳僧もこれらの理由から音写を用いたと考えられる。五種不翻の理由は以下の通り。
1. 順古故（じゅんここ） - 古例という既にあった方法にしたがうがゆえ翻訳せず。中国仏教の源流を開いた摩騰迦（まとうが）や竺法蘭の時代よりの慣わしにより、すでに衆人によりその意味が知られていたもの。たとえば阿耨多羅三藐三菩提（あのくたらさんみゃくさんぼだい、略して阿耨菩提）などの語類がこれにあたる。
2. 秘密故（ひみつこ） - 甚深微妙で不可思議なる仏の秘密語であるがゆえに翻訳せず。たとえば、般若心経の最後の一節「羯諦　羯諦　波羅羯諦　波羅僧羯諦　菩提薩婆訶」のような真言・陀羅尼などの語類がこれにあたる。
3. 多含故（たごんこ） - 多くの義を含むがゆえに翻訳せず。たとえば、自在・熾盛・端厳・名称・吉祥・尊貴という六義（6つの義・意味）という複数の意味を含む婆伽婆・薄伽梵（バギャバ・バガボン＝バガヴァート、世尊と訳す場合もある）などの語類がこれにあたる。
4. 此方無故（しほうむこ） - この地方（中国）にない意味や言葉であるがゆえに翻訳せず。たとえば、閻浮樹（えんぶじゅ、閻浮提にあるという想像上の大森林）、乾闥婆（けんだつば）、迦楼羅（かるら）などの語類がこれにあたる。
5. 尊重故（そんじゅうこ） - 善を生ぜんがゆえに翻訳せず。たとえば、般若や仏陀のように、これを聞いた者は心に信念を生じるが、もし般若を知恵と、仏陀を覚者などと単純安易に訳せば、浅はかに軽んじられることが免れず、敬心を保つことが難しい語類がこれにあたる。

## 漢訳語彙
日本語の語彙についてみると、中国で生まれた漢語に混じってサンスクリットやパーリ語などの仏教用語が漢訳された語が数多く見出される。
さらに近代には、英語やフランス語、ドイツ語などで使われている抽象概念や、科学技術用語から、意訳による漢訳を通じて中国語や日本語、朝鮮語、ベトナム語などに入り、定着している単語は非常に多い。しかし、日本語や朝鮮語は表意文字である漢字とは別に表音文字を持っているので、漢訳を行なわなかったり、漢訳されてできた漢語が定着しなかったりして外来語として原語の音そのままで借用されている例も多く、時代を追うごとにその傾向は強まりつつある。

### 明治以後の日本
明治維新において西欧を目指す近代化を進めた日本は、西洋文明を急速に消化・吸収する必要に迫られ、西欧の概念を翻訳するために大量の漢語が造語されたり（和製漢語）、古くからある語に翻訳語として新しい意味が与えられたりした。このような漢訳が西洋文明を学ぼうとする多くの日本人にその理解を容易ならしめて近代化を助け、また漢語の本土である中国にすら逆輸入されて使われた語も少なくないことは、特筆すべき現象である。
このような翻訳が可能だったのは、少なくとも二つの原因が考えられる。
- 幕末・維新で文化的に指導的立場にあった人たちは、みな漢籍の素養があった。
- 翻訳される元になる用語が、英語のみならず、フランス語やドイツ語でも確定されており、互いに参照して比較することができたので、意訳を行いやすかった。

### カタカナ語の氾濫と漢訳語彙
第二次世界大戦後、科学技術分野における英語の圧倒的な優位性は言語帝国主義といわれるほどになっており、フランス語やドイツ語のような非漢字文化圏の言語でも英語をそのまま借用したり、微妙な意味の違いを無視して機械的に音訳する事例が増えつつある。日本でも、新来の外国語に対する漢訳が行なわれにくくなり、カタカナ語として使われることが増えたり、あてられた漢語が定着しなかったりする傾向が強まっている。この現象の背景として、科学技術分野を中心に社会の変革が加速していることも挙げられる。その代表例がインターネットなどの情報技術分野である。
また、新規のカタカナ語は新鮮な印象を与える傾向があるため、専門的な文献のみならず、商業分野で多用されやすいのも特徴である。マスメディアや公文書のような公共性の強い場においても新来語がカタカナ語のまま用いられる事例が増加し、前提知識のない人、とくに高齢者にとって理解の妨げとなっている問題が指摘されている。
このような問題意識に立って、国立国語研究所では外来語委員会を設立し、日本語に定着した言葉による言い換えを提案している。しかし、このような言い換えで漢語が使われる場合も、これまで日本語の語彙として定着している漢語を組み合わせることによっており、漢訳としての新しい漢語の造語は行なわれていない。また、表意文字である漢字で表すことによって、言葉の意味するところを推測しやすくなるものの、原語の持つ概念を本質的に理解していない限りは結局は誤解を招き、前提知識のない人にとっては逆効果、などの指摘もある。

## 関連文献
- 船山徹『仏典はどう漢訳されたのか スートラが経典になるとき』岩波書店、2013年